# Бобри (Щолковський міський округ)
Бобри́ (рос. Бобры) — присілок у складі Щолковського міського округу Московської області, Росія.

## Населення
Населення — 1 особа (2010; 1 у 2002).
Національний склад (станом на 2002 рік):
- росіяни — 100 %